# Rafał Majzner
Rafał Majzner – polski śpiewak operowy (tenor), profesor doktor habilitowany sztuk muzycznych.

## Życiorys
Rafał Majzner ukończył studia wokalne na Akademii Muzycznej im. Karola Szymanowskiego w Katowicach na Wydziale Wokalno-Aktorskim w klasie śpiewu solowego prof. Eugeniusza Sąsiadka. W roku 2012 obronił doktorat w dziedzinie sztuk muzycznych na Akademii Muzycznej im. Stanisława Moniuszki w Gdańsku. Jego praca doktorska skupiła się na problemach wykonawczych partii tenorowych w operach Karola Szymanowskiego. W 2017 roku habilitował się na Akademii Muzycznej im. Ignacego Jana Paderewskiego w Poznaniu.
Koncertował zarówno w kraju, jak i za granicą, a jego repertuar obejmuje oratoria, kantaty i opery. Wykonuje również pieśni z okresu romantyzmu, jak i późniejszych epok aż do współczesności. Współpracował z takimi instytucjami, jak Opera Wrocławska, Opera Krakowska, Opera Nova w Bydgoszczy, Opera Bastille w Paryżu, Filharmonia Śląska w Katowicach, Filharmonia Sudecka w Wałbrzychu, Filharmonia Opolska, Capella Cracoviensis, Bostońska Orkiestra Symfoniczna, Agencja Artystyczna Silesia w Katowicach oraz Agencja Artystyczna Pro Musica we Wrocławiu. Ponadto, jako solista występował m.in. we Francji, Austrii, Włoszech, Niemczech, Szwajcarii i Stanach Zjednoczonych. Uczestniczył również w festiwalach muzycznych, takich jak Vratislavia Cantans, Międzynarodowy Festiwal im. G.G. Gorczyckiego oraz Festiwal Muzyki Polskiej w Krakowie. Jego solowe występy znalazły się także na nagraniach płytowych. Były to m.in. „Halka” oraz „Król Roger”. Inne nagranie CD to m.in.: W. A. Mozart: Litaniae Laretanae, J. S. Bach: Magnificat (CD 2004), M. Musorgski: Borys Godunow (DVD 2012), K. Szymanowski „We mgłach” (CD 2016), Bolko von Hochberg "Hommage" (CD 2018), Dan Forrest "Requiem for the Living" (CD 2019), Ludomir Różycki Songs (CD 2022).
Majzner otrzymał czterokrotnie stypendium Ministra Kultury i Dziedzictwa Narodowego (w latach 1998, 2003, 2020, 2022). Wśród nagród i wyróżnień, które zdobył w Polsce i za granicą znajdują się m.in. nagroda Towarzystwa Chopinowskiego za najlepsze wykonanie utworu Fryderyka Chopina podczas Konkursu Wykonawstwa Pieśni Artystycznej w Warszawie (2001), III nagroda oraz nagroda specjalna im. Ryszarda Karczykowskiego Ogólnopolskiego Konkursu Wokalnego w Dusznikach-Zdroju (2001) oraz III nagroda XXXVII Międzynarodowego Konkursu Wokalnego w Karlovych Varach (2002).
Poza działalnością artystyczną, Majzner jest również zaangażowany w pracę naukową. W 2013 roku rozpoczął pracę jako adiunkt na Uniwersytecie Bielsko-Bialskim, jest także autorem ponad 60 publikacji naukowych w dziedzinie teorii i historii muzyki oraz edukacji muzycznej. W sierpniu 2023 roku Andrzej Duda nadał mu tytuł profesora sztuki w dyscyplinie sztuki muzycznej.